# 蒙特內哥羅國家劇院

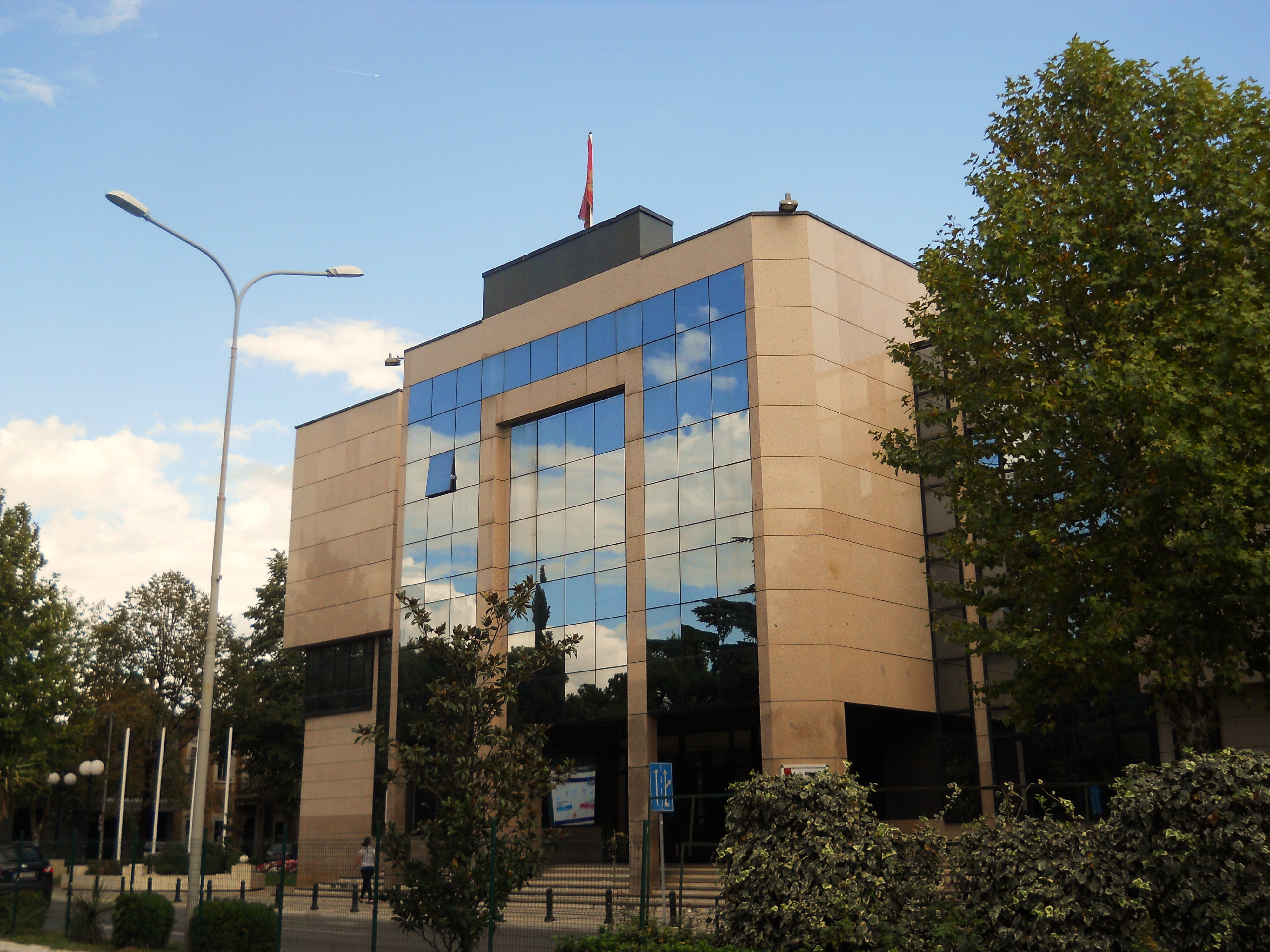
蒙特內哥羅國家劇院

蒙特內哥羅國家劇院是位於蒙特內哥羅首都波德戈里察的一家建築。蒙特內哥羅國家劇院設立於1953年，最初名為鐵托格勒國家劇院。蒙特內哥羅國家劇院是蒙特內哥羅最具代表性的表演場地之一。1989年，該建築被燒毀。1997年5月，蒙特內哥羅國家劇院完成重建。

## 外部連結
- Montenegrin National Theatre （页面存档备份，存于）

42°26′30″N 19°15′38″E / 42.441733°N 19.260658°E